# Упражнение Майкена
Упражнение Майкена (от англ. Mikan Drill) — это упражнение для баскетбола, которое обычно приписывают Джорджу Майкену и Рэю Мейеру. Оно разработано для того, чтобы помочь баскетбольным центровым и нападающим развить ритм, тайминг для подбора и набор очков в "краске". Оно также используется игроками предпочитающими дальние броски у трёхочковой линии, чтобы улучшить свои навыки лэй-апа  и повысить выносливость для более длительных игр.

## История
В 1930-40-е годы баскетбол не был игрой для высоких мужчин. Часто считалось, что очень высокие игроки просто слишком неповоротливые, чтобы играть в такую спортивную игру. Сам Микан был неуклюжим 208-сантиметровым игроком, пока не начал работать с 28-летним Мейером. Упражнение было разработано Мейером, чтобы использовать в своих интересах размер своей "молодой звезды", одновременно совершенствую его работу ног, навыки игры с мячом и технику броска.
Когда будущий член Зала славы стал доминирующим игроком в колледже ,и в конечном итоге, в профессиональном баскетболе, его тренировки стали более популярными. Игроки на всех позициях могут получить выгоду от выполнения подобных тренировок. С большим количеством «бигменов» играющих в игру , эти упражнения стали главным элементом для этой позиции.

## Техника выполнения
Упражнение выполняется следующим образом: Из-под корзины сделайте лэй-ап правой рукой, подберите мяч под сеткой левой рукой и сделайте лэй-ап левой рукой,затем подбор правой рукой и лэй-ап правой рукой. Продолжайте повторять это, чередуя руки. В конце концов, игрок должен научиться быстро хватать мяч и забрасывать, делая разрешенные два шага.

## Известные пользователи
Практически каждый великий форвард и центровой со времен Майкена практиковал это упражнение. Карим Абдул-Джаббар описывает обучение этому упражнению детей, которых он тренировал, в своей книге «Сезон в резервации». Шакил О'Нил, который так восхищался Майкеном, что предложил оплатить его расходы на похороны, научился этому упражнению у своего тренера Дейла Брауна, когда О'Нил играл в баскетбол в колледже ЛГУ.

### Меган Густафсон
На протяжении своей карьеры Меган Густафсон использовала ряд упражнений, чтобы стать лучшим игроком в женском баскетбольном дивизионе NCAA. Она была названа лауреатом премии Naismith Award 2019 года и лучшим игроком 2019 года по версии AP Poll. Густафсон, рост которой 191 см, выросла, выполняя упражнения Майкена, чтобы улучшить свою игру. По мере того, как она совершенствовалась, она начала добавлять некоторые вариации упражнения, чтобы вывести ее на следующий уровень. На видео, которое стало вирусным, видно, как бывший центровой женской баскетбольной команды университета Айовы выполняет упражнение с двумя мячами.
Упражнение начинается так же,как и любая другая версия упражнения Майкена.Она начинает с правой стороны корзины,обращенной к лицевой линии и делает лэй-ап правой рукой. Разница в версии Густафсон в том, что она завершает бросок держа мяч в левой руке.Когда бросок правой рукой завершен, Густафсон подбирает мяч правой рукой и сразу же переходит к лэй-апу левой рукой с другой стороны корзины.